# 関東運輸局
関東運輸局（かんとううんゆきょく）は、国土交通省の地方支分部局の一つ。運輸・交通に関する業務を行う地方運輸局である。

## 概要
海事部門・陸事部門の両方は茨城県、千葉県、東京都、神奈川県を所管区域としており、陸事部門は左記に加えて埼玉県、群馬県、栃木県、山梨県を所管地域としている。
運輸業界関係者からは略して「かんうん」と呼ばれている。1985年（昭和60年）3月31日以前の東京陸運局時代は「とうりく」と呼ばれていた。
1991年（平成3年）4月1日、東京都千代田区大手町より現在の位置に移転した。

## 所在地及び組織

### 本庁舎
- 所在地：〒231-8433 神奈川県横浜市中区北仲通5丁目57番地 横浜第2地方合同庁舎（馬車道駅付近）
- 総務部	
  - 総務課
  - 人事課
  - 会計課
  - 広報対策官
  - 安全防災・危機管理課
- 観光部 
  - 観光企画課
  - 国際観光課
  - 観光地域振興課
- 交通政策部 
  - 交通企画課
  - 環境・物流課
  - バリアフリー推進課
- 鉄道部 
  - 監理課
  - 計画課
  - 技術・防災第一課
  - 技術・防災第二課
  - 安全指導課
  - 鉄道安全監査官
- 自動車交通部 
  - 旅客第一課
  - 旅客第二課
  - 貨物課
- 自動車業務監査指導部 
  - 自動車監査官（旅客担当）
  - 自動車監査官（貨物担当）
- 自動車技術安全部 
  - 管理課
  - 整備課
  - 保安・環境課
  - 技術課
- 海事振興部	
  - 旅客課
  - 貨物課
  - 港運課
  - 船舶産業課
  - 船員労政課
- 海上安全環境部	
  - 監理課
  - 船舶安全環境課
  - 船員労働環境・海技資格課
  - 運航労務監理官
  - 船舶検査官
  - 船舶測度官
  - 海技試験官
  - 外国船舶監督官

### 出先機関
- 東京運輸支局
- 埼玉運輸支局
- 茨城運輸支局
- 栃木運輸支局
- 千葉運輸支局
- 神奈川運輸支局
- 群馬運輸支局
- 山梨運輸支局